# English Electric
English Electric Company Ltd (сокр. EE, чит. «И́нглиш Эле́ктрик») — британский многоотраслевой промышленный конгломерат, образованный после окончания Первой мировой войны в конце 1918 года для более эффективного выполнения государственных военных заказов одним, а не несколькими, ранее не взаимосвязанными друг с другом подрядчиками. Основной производственный профиль компании на этапе её создания составляло производство боеприпасов, вооружения и военной техники, летательных аппаратов. По мере развития производства, к исходным направлениям добавилось производство ракетного вооружения, радиоэлектронного и электротехнического оборудования, трансформаторных установок, дизельных и электродвигателей, паровых турбин, ядерных реакторов, железнодорожного состава, а также бытовой техники для населения. В 1960 г., совместно с компаниями Vickers и Bristol был образован консорциум British Aircraft Corporation. В 1968 г. компания объединилась с американской General Electric Company в единый конгломерат под началом последней, в котором было занято свыше двухсот пятидесяти тысяч человек.

## Создание
Исходно, в состав корпорации вошли следующие компании:
- Coventry Ordnance Works
- Phoenix Dynamo Manufacturing Company
- Dick, Kerr & Co.
- United Electric Car Company
- Willans & Robinson

## Продукция

### Самолёты
- Lightning
- Canberra
- Halifax
- Wren

### Бронетехника и ракетное оружие
- Thunderbird
- Covenanter
- Excelsior

### Железнодорожная техника
- Deltic
- EE788
- D1199
- D1200
- D1231
- D1233
- D5352
- D8188

### Дизельные двигатели
- 8SVT
- 12SVT

### Электроника и электротехника
- DEUCE
- EE 660V 50A
- EE E27/ES

### Бытовая техника
- стиральная машинка